# 32 nanometrů
32 nanometrů (zkráceně 32 nm) je technologie výroby polovodičových součástek typu CMOS. Označení "32 nanometrů" odkazuje na typickou poloviční rozteč (poloviční vzdálenost mezi identickými strukturami v poli) jedné paměťové buňky v počítačové paměti. Mikroprocesory s technologií 32 nm začaly být produkovány v roce 2010.
Technologie 32 nm byla překonána 22 nm technologií v roce 2012.

## Procesory používající 32 nm technologii
Procesory Intel Core i3 a Intel Core i5 vydané v lednu 2010 patřily mezi první masově dostupné procesory s 32 nm technologií. Druhá generace Core procesorů společnosti Intel pod názvem Sandy Bridge též používala 32 nm technologii. Šestijádrový procesor společnosti Intel, s kódovým jménem Gulftown a postavený na architektuře Westmere, byl vydán 16. března 2010 jako Core i7 980x Extreme Edition s retail cenou asi 1000 dolarů. Lower-end šestijádrový procesor od Intelu, Core i7-970, byl vydán v červenci 2010 s cenou okolo 900 dolarů.
FX Series procesory společnosti AMD s kódovým jménem Zambezi založené na architektuře Bulldozer byly vydány v říjnu 2011. Použita byla 32 nm technologie, dvě CPU jádra na modul a maximálně 4 moduly; tedy rozpětí bylo od čtyřjádrové verze za asi 130 dolarů do osmijádrové verze za asi 280 dolarů.
V září 2011 oznámila společnost Ambarella dostupnost A7L systému na čipu s 32 nm technologií pro digitální kamery, umožňující vysoké rozlišení videa 1080p60.

## Následující technologie
Po 32 nm technologii přišla 22 nm technologie. Intel zahájil masovou výrobu 22 nm polovodičů později roku 2011 a oznámil vydání prvního komerčního 22 nm zařízení na duben 2012.